# Walter Short

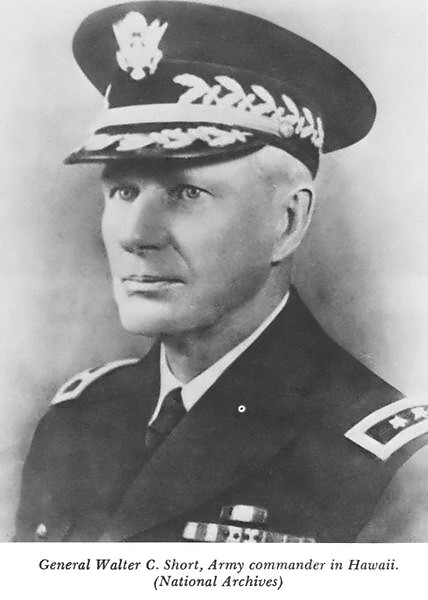
Walter Short, durante su mando militar en Hawái

Walter Campbell Short (Fillmore (Illinois), 30 de marzo de 1880 - Dallas, 9 de marzo de 1949) fue un general de División en el Ejército de los Estados Unidos y jefe de las defensas militares estadounidenses en las islas Hawái, en el momento del Ataque a Pearl Harbor el 7 de diciembre de 1941.

## Carrera
Short inició su carrera militar tras graduarse de la Universidad de Illinois en 1901, entrando en el ejército estadounidense al año siguiente en calidad de teniente. Fue destacado en Alaska y Filipinas, y después participó en la Expedición estadounidense contra México en 1916 y después en la Primera Guerra Mundial como capitán adjunto de estado mayor, y ascendió en el escalafón militar después de la guerra, llegando a comandar una división como general de brigada en 1938, lo cual significaba una carrera militar distinguida hasta entonces. En febrero de 1941 el general Short fue enviado como teniente general a las islas Hawái, encargado de sus defensas militares y del comando de todas las tropas estadounidenses allí estacionadas.
Tras el bombardeo japonés a Pearl Harbor, la opinión pública de EE. UU. reclama la búsqueda de culpables por la débil respuesta de la marina y el ejército estacionados en Hawái, acusando de negligencia grave a los mandos militares y navales allí presentes. Short fue destituido de su puesto en Hawái el 17 de diciembre, y recibió órdenes del jefe supremo de estado mayor, el general George C. Marshall, de acudir a Washington D. C. para afrontar una investigación gubernamental. 
El general Short quedó investigado por la Comisión Roberts establecida ad hoc por el presidente Roosevelt y formada por miembros del alto mando militar y el vocal de la Corte Suprema Owen Roberts, para investigar los hechos en torno al ataque de Pearl Harbor y el estado de las defensas estadounidenses en Hawái. Si bien la investigación de la Comisión Roberts no reemplazaba una corte marcial y no implicaba una acusación formal, Short perdió su grado de general de tres estrellas (equivalente a jefe de más de una división) y fue degradado a general de dos estrellas (al mando de una sola división), con ese último grado fue retirado del servicio activo el 28 de febrero de 1942.

## Investigación tras Pearl Harbor
En 1946 Walter Short fue finalmente sujeto a investigación formal por negligencia en Pearl Harbor, siendo acusado ante una comisión del Congreso de los Estados Unidos por no dar importancia a las alertas enviadas por el jefe de la Secretaría de Guerra, Henry L. Stimson sobre la necesidad de preparar las defensas de Hawái ante posible actividad bélica de Japón con ciertas medidas específicas: intensificar la observación aérea, mantener en alerta constante a la aviación desplegada en Hawái, asegurar el mantenimiento y preparación de las defensas antiaéreas, y tener operativo el sistema de alerta aérea militar. 
Short por precaución había hecho instalar un cierto número de radares móviles en diferentes puntos de la isla (el instalado en punta Opana fue el que detectó la fuerza de ataque aérea 30 minutos antes del ataque, pero por confusión y negligencia, su alerta fue desestimada).
Short se defendió alegando que las órdenes recibidas desde Washington D. C. hasta días antes del Ataque a Pearl Harbor sólo se referían en concreto a luchar contra posibles actos de sabotaje local por parte de infiltrados japoneses, y que nunca recibió datos desde la Secretaría de Guerra que le previnieran sobre una amenaza de ataque militar japonés. Aunque Short pidió someterse a una corte marcial para defenderse ante militares profesionales, no le fue concedida esta petición; la investigación gubernamental mantuvo conclusiones que apuntaban a la presunta negligencia de Short, pero sin formular sanción alguna contra él.
Tras 1946 Short luchó para que se le reconociera su rango de general de tres estrellas que tenía el 7 de diciembre de 1941, alegando que jamás fue declarado oficialmente culpable de negligencia, pero fracasó en su empeño. Short trabajó como jefe en una fábrica de la Ford Motor Company en Dallas, donde murió en 1949 de una enfermedad cardíaca.